# Райгород (станція)
Райгород — проміжна залізнична станція Шевченківської дирекції Одеської залізниці на електрифікованій лінії Імені Тараса Шевченка — Чорноліська між станціями Імені Тараса Шевченка (14 км) та Кам'янка (10 км). Розташована в однойменному селі Черкаського району Черкаської області.

## Історія
Станція відкрита 1894 року.

## Пасажирське сполучення
На станції Райгород зупиняються лише приміські поїзди до станцій Імені Тараса Шевченка, Знам'янка-Пасажирська, Миронівка та Цвіткове.